# Родина Фаунтейн
«Родина Фаунтейн» (англ. The Fountaine Family) — ранній груповий портрет роботи англійського художника Вільяма Хогарта (1697–1764).

## Родині портрети Хогарта
Вже на ранньому етапі творчості Хогарта як художника привабив портрет. Він пов'язував власне майбутнє зі створенням картин, міфологічних і біблійних, престижних на той час і високого штилю. А це вимагало постійного малювання і створення портретних образів. І Хогарт багато і наполегливо малював. Серед ранніх портретних творів майстра — полковник Онслоу та інші в картині вчителя Торнхілла «Палата общин». Спроби вийшли вдалі. До того ж, створення портретів добре сплачували, а Хогарт мав утримувати матір та молоду дружину. Створення портретів вимагало власної майстерності і ідеологічного об ґрунтування, що, як і чому робити. В попередню добу в мистецтві Британії склалась власна концепція парадного портрета вельможної особи, зазвичай аристократа, державного діяча в пишній стилістиці бароко континентального зразка. Її і підтримували художники з континенту — Пітер Пауль Рубенс, Антоніс ван Дейк, Годфрі Неллер. Але пишна стилістика бароко вже не влаштовувала ні самого художника, ні замовників, приватних осіб, багатих, але далеких від державницьких емпірей і глобальної політики. І Хогарт звернувся до стилістики рококо — з її парками, насолодами в інтимному оточенні і на свіжому повітрі, з дрібними фігурами і малим форматом картин. Найближчі аналоги цим портретам Хогарта в європейському мистецтві — сценки Антуана Ватто, мода на якого вже була в Англії. Антуан Ватто теж розміщав власних персонажів в парковому оточенні, з дрібними фігурами і малим форматом картин. Але герої картин Ватто зовсім не портрети (при збереженні схожесті з моделями митця), а ситуації — фантазійні, інтимні, в межах дозвілля, абсолютно далекого від високого штилю чи державницької діяльності («Вередлива партнерка», «Насолоди балу», «Смілива пропозиція», «Пані шукає пригод», «Серенада», " Відплиття на острів Кіферу ").
Серед перших картин подібного типу у Хогарта — « Родина Вудз Роджерс ». Композиція створена художником штучно і ще нагадує театральну сцену. На тлі величної будівлі з пишним гербом володаря в парку сидить голова родини. Він урочисто приймає посланця з призначенням короля стати губернатором Багамських островів і відбути в подорож. Важливе призначення підкреслюють великий глобус поряд з Роджерсом та вітрильник на тлі, готовий в дальню путь. За сценою отримання наказу байдуже спостерігають дружина та служниця в традиційній позі піднесення панам фруктів, типові театральні статистки. Умовність ситуації так і не була подолана художником початківцем, що намагався в маленький твір (42 на 56 сантиметрів) втиснути чотири фігури в повний зріст, величну паркову споруду і дерева, вітрильник і натяки на державницькі емпіреї. Але картина відкрила цілу низку «родинних портретів», які створюватиме Хогарт деякий період.

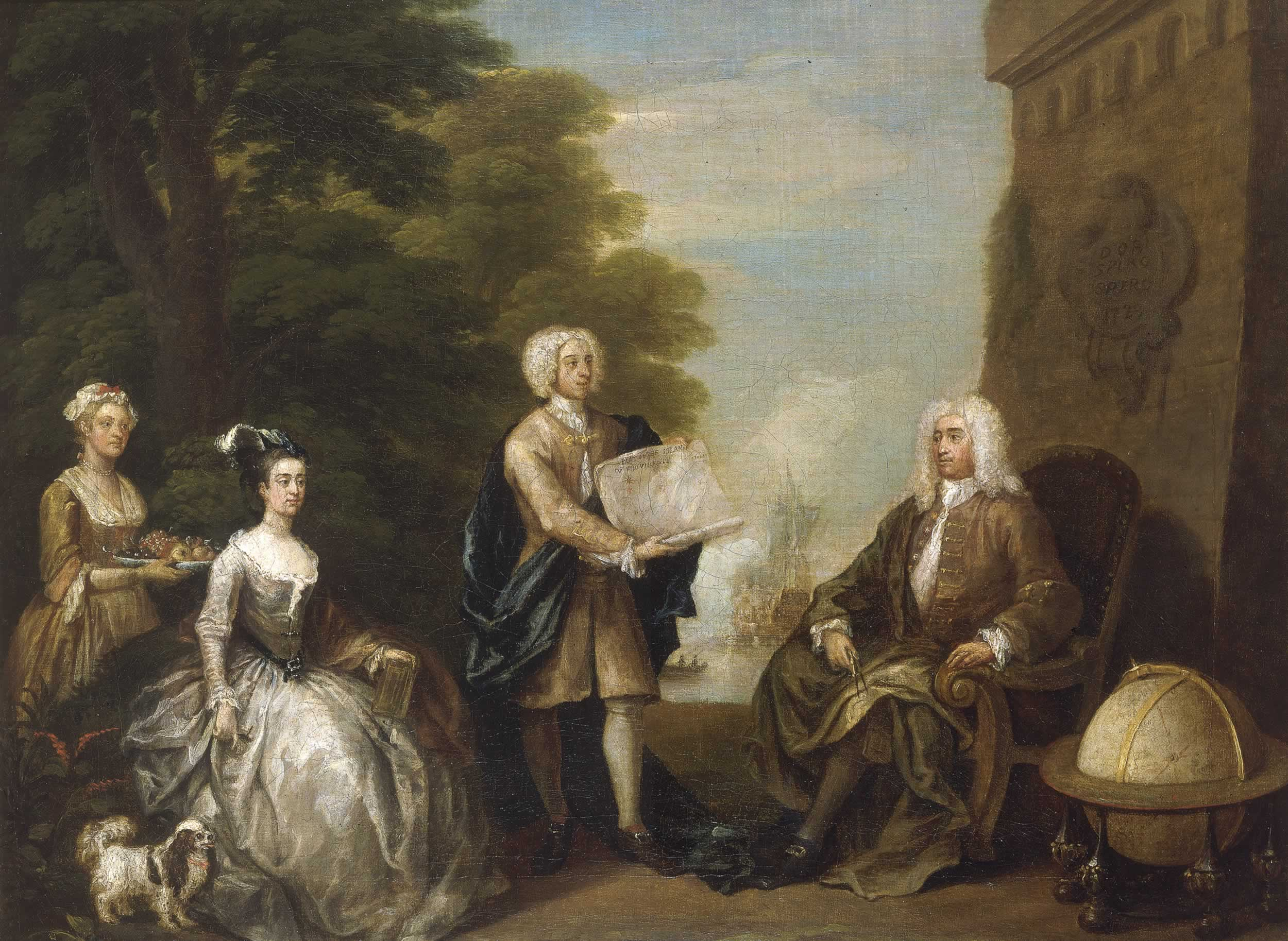
Родина Вудз Роджерс, 1729 р.
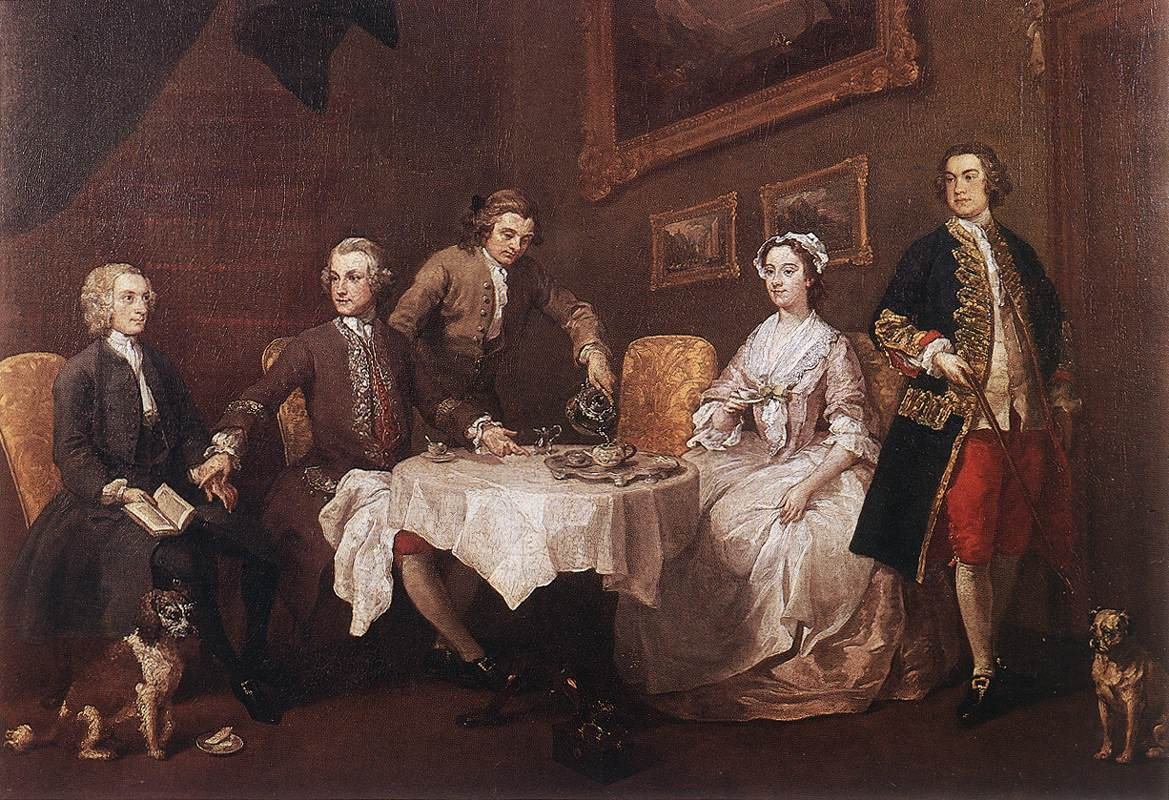
Родина Строуд, 1738 р.
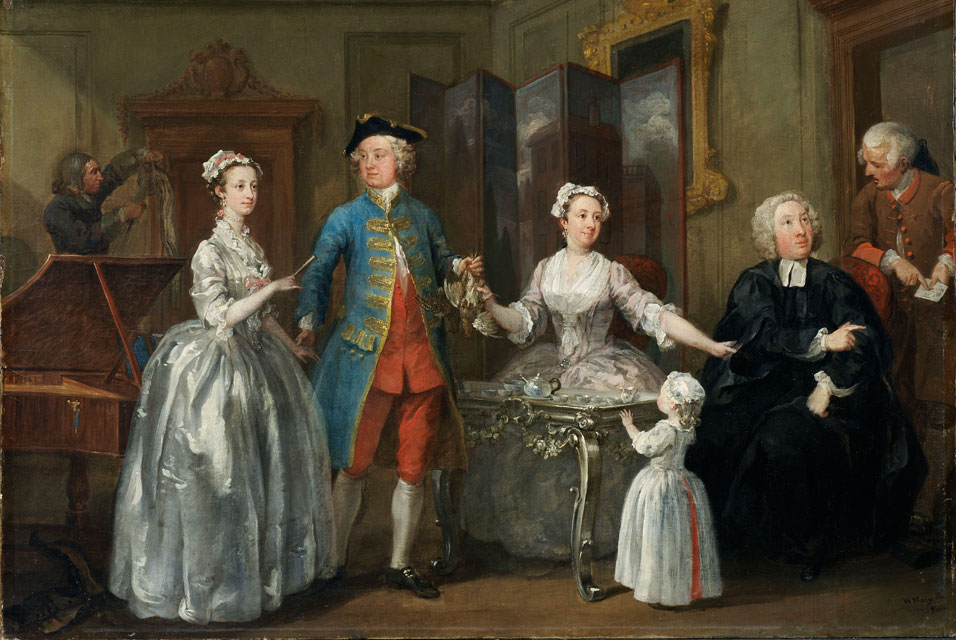
Родина Вестерн, 1738 р.

## Опис твору
До «родинних портретів» цього періоду належить і «Родина Фаунтейн». В картині все інтимніше і простіше. Товариство із п'яти осіб зручно розмістилось на парковій галявині. Ситуативно всіх поєднує дрібна подія : Ендрю Фаунтейн демонструє картину з міфологічним сюжетом, можливо, щойно придбану володарем. Ніяких посланців з урочистим, державницьким завданням чи високою місією персонажів. Адже урочисті, державницькі завдання — винятки для одиниць і героїв, а приватне життя — значуща складова біографії кожної особи, далекої від фанаберії і високого штилю. Приватний характер зібрання підкреслюють розкидані книги і посуд на галявині, а також домашні тварини, яких в аристократичній Англії полюбляли більше людей.